# Antonov An-71
L'Antonov An-71 (Code OTAN : Madcap) est un AWACS d'origine soviétique. il fut développé dans les années 1980.

## Conception
Le premier prototype de l'An-71 (immatriculé SSSR-780151), dérivé de l'An-72, effectua son premier vol le 12 juillet 1985. C'est lors d'une photographie officielle prise en 1985 alors que Mikhaïl Gorbatchev visite les usines Antonov de Kiev, que fut révélé l'existence d'un appareil AWACS. Un second prototype fut construit sous l'immatriculation SSSR-780361, ainsi qu'une troisième cellule destinée aux essais statiques.
Des essais en vol ont été entrepris, mais il semble que depuis la fin de l'année 1990, les deux appareils soit stockés. Cependant ceci n'empêche pas l'OKB Antonov d'essayer de vendre son appareil à l'exportation.

## Description
L'An-71, étant dérivé de l'An-72, reprend les principales caractéristiques de celui-ci. Ainsi il porte ses deux réacteurs à double flux ZMKB Progress au-dessus de ses ailes hautes, le flux des réacteurs soufflant l'extrados de l'aile permettant ainsi une plus grande portance.
Mais sa particularité est son antenne radar montée au-dessus de la dérive, qui lui a d'ailleurs valu le code OTAN : Madcap en français : « chapeau fou ». Celui-ci permet le repérage de cibles aériennes et navales, les données étant retransmises à d'autres avions ou à des stations terrestres.

## Sources
- Pierre Gaillard, Avions et hélicoptères militaires d'aujourd'hui, Clichy, Éditions Larivière, coll. « DOCAVIA », 1999, 304 p. (ISBN 978-2-907051-24-8, BNF 37045558)

### Développement lié
- Antonov An-72

### Aéronefs comparables
- Beriev A-50 Mainstay
- Grumman E-2 Hawkeye
- Boeing E-3 Sentry

### Ordre de désignation
An-70 - An-71 - An-72